# Берти, Ласло
Ласло Берти (венг. Berti László; 24 июня 1875, Будапешт, — 23 июня 1952, там же) — австро-венгерский и венгерский фехтовальщик, олимпийский чемпион.
Ласло Берти родился в 1875 году в Будапеште. В 1912 году на Олимпийских играх в Стокгольме он стал обладателем золотой медали в командном первенстве на саблях. В 1924 году Ласло Берти принял участие в Олимпийских играх в Париже, где завоевал серебряную медаль в командном первенстве на саблях, и бронзовую — в командном первенстве на рапирах.